# TV2 Klub
A TV2 Klub a TV2 Csoport televíziócsatornája, amely leginkább a női nézőkre fókuszál.
A TV2 Klub a Yettel kínálatában HD minőségben érhető el.

## Története

### FEM3
Eredetileg a 2000-ben megszűnt TV3 indult volna újra. Indulása előtt komoly névöröklési vita folyt, hogy a csatorna az egykori TV3 reinkarnációja legyen (amely megszűnése részben a TV2 általi felvásárlás miatt következett be), de végül nem így történt, mivel a Viasat 3 meg szerette volna örökölni a nevet, így a tulajdonos, egy esetleges pertől tartva, az indulás előtt álló csatorna nevét TV3-ról FEM3-ra változtatta.[forrás?]
Ugyanakkor a FEM TV név is szóba került, a csatorna 2008. október 6-án néhány napig volt elérhető a Direct One kínálatában. A csatorna mint FEM TV eredetileg 2009. január 1-jén indult volna. 2009 novemberében a TV2 bejelentette, hogy TV3 néven indítja a csatornát, a tesztadása 2009. december 8-án indult. 2009. december 16-án véglegesítették a csatorna nevét.

2010–2016

A hazánkban 2010. január 1-jén reggel 7 órakor indult nőknek szóló új szórakoztató csatorna műsoraival és sorozataival elsősorban a 25-34 év közötti nők, tágabb értelemben a 18-49-es női korosztály igényeit szerette volna kiszolgálni. A csatorna eleinte műsorait és sorozatait csak reggel 07:00-kor kezdte és éjjel 02:00-kor fejezte be, majd 2014-ben 24 órás műsoridőre váltott.
Az Andrew G. Vajna tulajdonába 2015 végén került TV2 Csoport 2016. május 10-i közleményében nagyszabású portfóliófrissítést jelentett be: ebben a FEM3 átpozicionálása is szerepelt. A csatorna régi helyén a PRIME nevű szórakoztató csatorna működik. Ám később bejelentették, hogy nem szűnik meg teljesen, megújul egy új csatornahelyen az arculata, valamint műsorkínálata is, a TV2 Csoport életmódcsatornájaként. Az új életmódcsatornát eredetileg Joy TV néven akarták indítani, de védjegybitorlás veszélye miatt mégis a FEM3 név megtartása mellett döntöttek.

2016–2024

2016. szeptember 5-én a FEM3 korábbi helyén elindult a PRIME, a TV2 Csoport második prémium csatornája, de a régi brand új csatornára költözött ugyanekkor, még jobban a nők középpontjában, mint amilyen az eredeti csatorna volt. Az új csatorna programkínálatát prémium vásárolt és megnövelt számú saját gyártású tartalom képzi. Ezen kívül a logó színe is megváltozott világoszöldről a sokkal nőiesebb rózsaszínre. A programstruktúra alappilléreit reality-k, dokumentumfilmek és a saját gyártású műsorok és sorozatok adják.
A csatorna új frekvencia indulása előtt a csatorna román médiajoghatósággal került, amely ezzel a román CNA-tól kapta a sugárzási engedélyt. A csatorna új frekvencia arculatát az Umbrella tervezte.

### TV2 Klub
2022. szeptember 26-án a Szellemi Tulajdon Nemzeti Hivatalnál bejegyezték a TV2 Klub nevet. 2022. október 20-án a Big Picture konferencián bejelentették, hogy a FEM3 a közeljövőben TV2 Klub néven folytatja működését. Az első bejelentéskor elmondták, hogy eredetileg a csatorna tematikája is megváltozott volna (a SorozatWiki nevű oldal szerint a social media tematika).
A csatorna 2024. március 8-án, a nemzetközi nőnapon váltott nevet és logót. Műsorstruktúrája azonban továbbra is változatlan maradt, valamint a Jóban Rosszban és a Mintaapák című sorozatok ismétlése is erre a csatornára került.

## Saját gyártású műsorok

### Jelenlegi műsorok

#### Főműsoridős show-műsorok
| Műsor címe   | Bemutató            | Évad    | Státusz  | Premier műsorsáv | Forrás |
| ------------ | ------------------- | ------- | -------- | ---------------- | ------ |
| Újratervezés | 2024. augusztus 12. | 5. évad | függőben |                  |        |

### Befejezett műsorok
- Boldogság Minisztérium
- Csisztu Sport Cast
- Dr. Magyar
- Én is karcsú vagyok
- Én is tükörbe nézek
- Edina & Joshi
- FEM3 Café
- Hálószobatitkok
- Joshi, a legjobb barát
- Másképpen - Beszélgetések Joshi Bharattal
- Micsoda Nők! Várkonyi Andreával
- Üdv a Klubban!

## Műsorvezetők

### Jelenlegi műsorvezetők
- Szabó Zsófi - Újratervezés
- Stohl András - Újratervezés
- Szabó András “Csuti” - Újratervezés

### Korábbi műsorvezetők
- Berki Krisztián
- Bugár Anna
- Czető Roland
- Czippán Anett
- Csisztu Zsuzsa
- Istenes László
- Gombos Edina
- Gömöri András Máté
- Joshi Bharat
- Kadlecsek Krisztián
- Kárpáti Rebeka
- Kinter Oszkár
- Köböl Anita
- Mádai Vivien
- Maloveczky Miklós
- Nagy Adri
- Nagy Réka
- Ódor Kristóf
- Polyák Lilla
- Sarka Kata
- Stohl Luca
- Szentpéteri Eszter
- Várkonyi Andrea
- Zimány Linda